# Giovanni da Lodi
Giovanni da Lodi (Lodi Vecchio, 1025 circa – Gubbio, 7 settembre 1105) è stato un vescovo italiano.
È venerato come santo dalla Chiesa cattolica. Fu vescovo di Gubbio.

## Biografia
Nacque verso il 1025 nell'antica Laus Pompeia, divenuta in seguito l'attuale Lodi nel 1158 per opera di Federico Barbarossa. Nel 1059 incontrò a Lodi Pier Damiani, cardinale e vescovo di Ostia, che era in viaggio alla volta di Milano. Colpito dalla personalità del futuro santo, non molto tempo dopo entrò nel monastero camaldolese di Fonte Avellana, dove si era ritirato Pier Damiani, e qui ricevette l'ordinazione presbiterale. Il suo modo di vivere era particolarmente austero, caratterizzato da digiuni e continue penitenze. Divideva il suo tempo fra la preghiera, il lavoro manuale e la scrittura.
Mise a frutto la sua preparazione culturale, che gli valse il titolo di "grammatico", nell'attività di amanuense. San Pier Damiani, che si era ritirato nello stesso eremo, lo incaricò di revisionare la sua corrispondenza e gli affidò l'incarico di segretario. Alla sua morte ne curò la biografia e l'edizione degli scritti. Divenuto priore del monastero, Giovanni, in seguito alla terribile carestia che colpì l'Italia verso il 1100, si dedicò completamente ai poveri che si presentavano alla porta dell'eremo. Nel 1104 fu eletto vescovo della vicina Gubbio, morendo pochi mesi dopo, il 7 settembre 1105.
Il suo corpo è conservato nella cattedrale della città umbra. Ricognizioni canoniche sono state effettuate su di esso in occasione dell'ottavo e nono centenario della morte del santo, nel 1906 e nel 2006. Nella prima di esse fu rivestito di nuovi e pregevoli paramenti. Nella seconda furono eseguiti anche esami medici che constatarono l'ottimo stato di conservazione delle reliquie, confermando quanto attestato cent'anni prima.
Il Martirologio Romano lo ricorda il 7 settembre.